# ノーマン・マルコム
ノーマン・マルコム（Norman Malcolm, 1911年 - 1990年）は、アメリカの哲学者。常識批判の思想で知られる。

## 生涯
カンザス州出身。ネブラスカ大学で哲学を学んだのちハーバード大学で博士号を取得。1938年にケンブリッジ大学に渡り、ヴィトゲンシュタインと面会した。翌年彼の講義（数学の哲学的基礎について）を聴講した。その後もウィトゲンシュタインとの交友は続き、アメリカ海軍に従軍した後、1946年に妻を伴ってケンブリッジに戻り、ヴィトゲンシュタインと再会した。その思い出は『ウィトゲンシュタイン―天才哲学者の思い出』（平凡社、1998年）に生き生きと描かれている。
帰国後コーネル大学教授となり、退職まで哲学を講じた。

## 著作
- Ludwig Wittgenstein: A Memoir
藤本隆志訳『回想のヴィトゲンシュタイン』法政大学出版局、1971年
板坂元訳『ウィトゲンシュタイン：天才哲学者の思い出』講談社現代新書、1974年／平凡社ライブラリー、1998年
- Moore and Ordinary Language
- Wittgenstein: A Religious Point Of View?
ピーター・ウィンチ編、黒崎宏訳『ウィトゲンシュタインと宗教』法政大学出版局、1998年
- Nothing Is Hidden: Wittgenstein's criticism of his early thought
黒崎宏訳『何も隠されてはいない：ウィトゲンシュタインの自己批判』産業図書、1991年
- Problems of Mind: Descartes to Wittgenstein
石川裕之、土沼雅子訳『心の諸問題：デカルトからヴィトゲンシュタインまで』法律文化社、1978年
- Knowledge and Certainty
- Consciousness and Causality (with D. M. Armstrong)
D.M.アームストロング共著、黒崎宏訳『意識と因果性：心の本性をめぐる論争』産業図書、1986年
- Memory and Mind
- Dreaming and Skepticism
- Wittgenstein: The Relation of Language to Instinctive Behaviour (J.R.Jones Memorial Lecture) Publisher: University of Wales, Swansea (Dec 1981) ISBN 0860760243
- Thought and knowledge
- Wittgensteinian themes (edited by Georg Henrik von Wright) and Dreaming.